# بندیکت دوس سانتوس
بندیکت دوس سانتوس (انگلیسی: Benedict Dos Santos؛ زادهٔ ۲ مهٔ ۱۹۹۸) بازیکن فوتبال اهل آلمان است.
از باشگاه‌هایی که در آن بازی کرده‌است می‌توان به باشگاه فوتبال اشتوتگارت اشاره کرد.